# 土城 (苗栗縣)
土城，是臺灣苗栗縣通霄鎮的一個傳統地域名稱，位於該鎮西南部。相較於今日行政區，其範圍大致包括城北里、城南里。

## 歷史
台灣清治末期至日治初期，土城地區為一街庄，稱為「土城庄」，隸屬於苗栗二堡。該庄北與圳頭庄為鄰，東北一小段與楓樹窩庄、三座厝庄為鄰，東與九湖庄為鄰，南邊為南和庄、大坪頂庄，西邊為梅樹腳庄。
1901年（日治明治三十四年）11月，該庄隸屬於苗栗廳。1909年（明治四十二年）10月，改隸屬於新竹廳。1920年（大正九年），該庄改制為「土城」大字，隸屬於新竹州苗栗郡通霄庄
戰後通霄庄改制為通霄鄉，隸屬於新竹縣，大字改制為村。1948年，通霄鄉改制為通霄鎮，村亦改制為里。1950年桃、竹、苗分治，通霄鎮改隸屬於重新成立的苗栗縣。

## 交通
縣道121號是通霄至日南的道路，大致以西北—東南走向轉縱向經過本地區西南部，向西北可前往通霄市區，向南繞大半圈且經南和後，轉南可前往舊社、日南，最終與省道台1線會合。

## 學校
- 城中國小